# Rio Argeșel
O Rio Argeșel é um rio da Romênia afluente do rio Târgului, localizado no distrito de Argeș.